# Jan Želivský

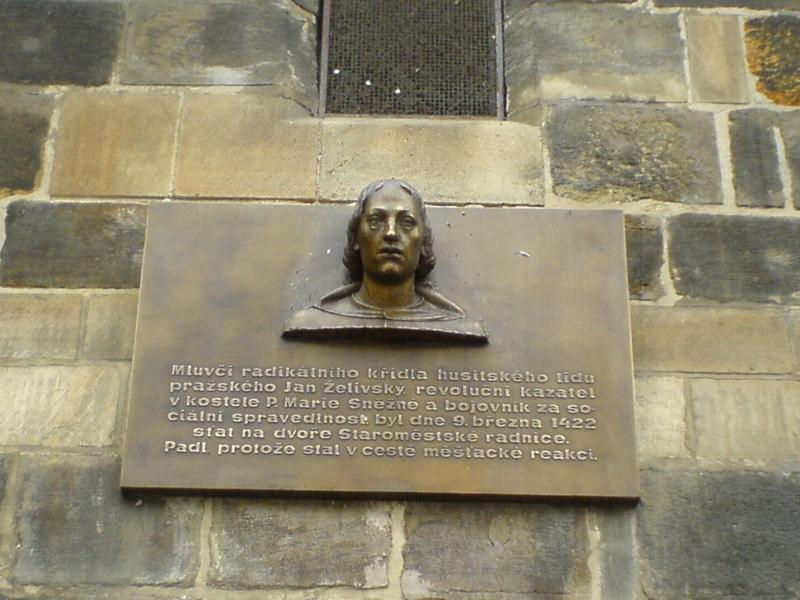
Tablica pamiątkowa w Pradze

Jan Želivský (ur. 1380, zm. 9 marca 1422) –
czeski kaznodzieja i radykalny przedstawiciel husytów.
Był bardzo popularnym kaznodzieją w kościele NMP Śnieżnej na Nowym Mieście w Pradze. Prowadził procesję 
przez ulice Pragi, która zakończyła się pierwszą defenestracją praską (30 lipca 1419), co było jednym z wydarzeń, które doprowadziły do wojen husyckich.
Był jednym z czterech hetmanów husyckich. Podczas drugiej krucjaty antyhusyckiej posiadał niemal najwyższą władzę nad ludem praskim. Na synodzie 4 lipca 1420 zyskał praktycznie nieograniczoną władzę w Pradze. Po przegranej bitwie pod Mostem odebrano mu dowództwo wojskowe.
W okresie wojen domowych między różnymi odłamami husytów, z oskarżenia Jakubka ze Střibra został pojmany przez radę miejską Pragi i ścięty 9 marca 1422. Jego następcą został Jakub Vlk.